# 2012年ロンドンオリンピックの自転車競技・女子個人ロードレース
2012年ロンドンオリンピックの自転車競技・女子個人ロードレース（2012ねんロンドンオリンピックのじてんしゃきょうぎ・じょしこじんロードレース）は、7月29日に行われた。

## 概要
ザ・マルを発着点とする140㎞の距離で争われた。道中、プットニー橋を通じてテムズ川を通り、リッチモンド公園を経由して、ハンプトン・コート宮殿が境目の地点となり、その後は反時計回りに大回りのコースを南下していく。その後、サリー州のボックス・ヒル サーキットを2周する周回コースを経て北上し、再びハンプトン・コート宮殿に至った後、反時計回りに進んでリッチモンド公園に至る。その後はスタート時と同じコースを逆に進んでザ・マルに到着する。
スタート時間は現地時間で午後12時。日本からは萩原麻由子が参加した。

## 成績

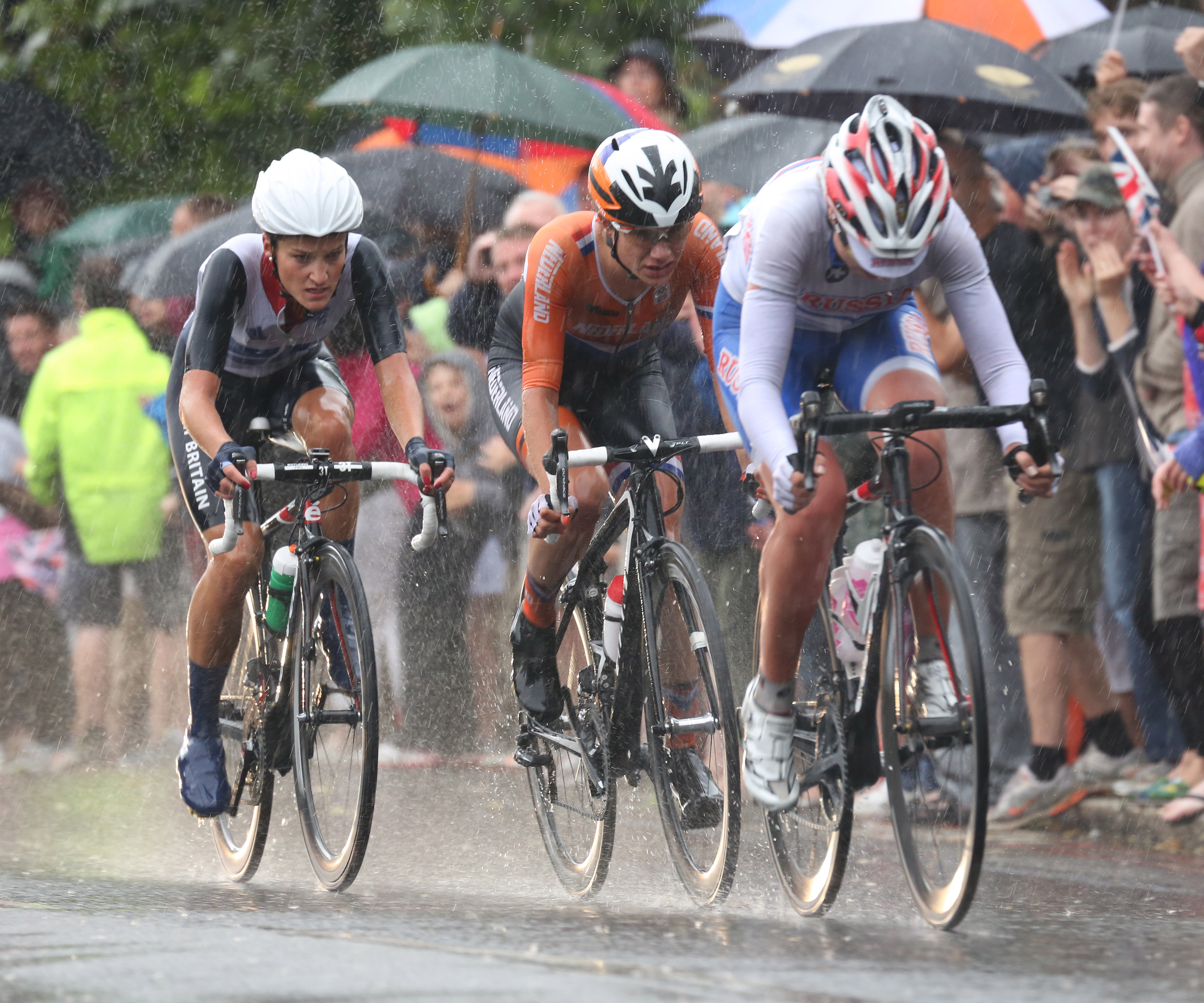
最後のゴールスプリント争いの模様。エリザベス・アーミステッド(左）、マリアンヌ・フォス（中央）、オルガ・ザベリンスカヤ（右）

### レース概要
レースは生憎の雨の中をスタート。大きな水たまりが出来た濡れたコースでアタックが繰り返されたが、決定的な動きが生まれないまま、ボックス・ヒル サーキットの周回コースに入る。アメリカやオランダ、オーストラリア勢の果敢なアタックが功を奏しないまま、周回コースの2周目に入り、エマ・プーリーやユーディト・アルントらが飛び出したが、これも決まらない。するとゴールまで50kmを残した登りでオルガ・ザベリンスカヤがアタック。これにマリアンヌ・フォスとエリザベス・アーミステッド、シェリー・オールズが加わり、強力な4名による逃げが形成された。
その後、先頭からオールズが脱落し、フォス、アーミステッド、ザベリンスカヤが39秒のリードでラスト20km。追走集団とのタイム差は縮まるどころかさらに開き、ゴールまで10kmを残してタイム差は45秒になった時点で3名が完全に抜け出し、優勝争いは絞られた。ザ・マルの最終ストレートに入り、3名によるゴールスプリント争いが展開されたが、先行するザベリンスカヤの後ろから加速したフォスが、アーミステッドを振り切り金メダルを獲得した。
| 順位 | 選手名                                              | 時間          |
| ---- | --------------------------------------------------- | ------------- |
|      | マリアンヌ・フォス オランダ (NED)                   | 3時間35分29秒 |
|      | エリザベス・アーミステッド イギリス (GBR)           | 同            |
|      | オルガ・ザベリンスカヤ ロシア (RUS)                 | +02秒         |
| 4    | イナ＝ヨーコ・トイテンベルク ドイツ (GER)           | +27秒         |
| 5    | ジョルジャ・ブロンツィーニ イタリア (ITA)           | 同            |
| 6    | エマ・ヨハンソン スウェーデン (SWE)                 | 同            |
| 7    | シェリー・オールズ アメリカ合衆国 (USA)             | 同            |
| 8    | ポーリン・フェラン＝プルヴォ フランス (FRA)         | 同            |
| 9    | リスベット・デ・フォフト ベルギー (BEL)             | 同            |
| 10   | オド・ビアニック フランス (FRA)                     | 同            |
| 11   | カタジィナ・パヴウォヴスカ ポーランド (POL)         | 同            |
| 12   | ジョエル・ニュメンヴィユ カナダ (CAN)               | 同            |
| 13   | 羅アルム 韓国 (KOR)                                 | 同            |
| 14   | アネミック・ファン・フルーテン オランダ (NED)       | 同            |
| 15   | アレナ・アミアリュシク ベラルーシ (BLR)             | 同            |
| 16   | アシュリー・モールマン 南アフリカ (RSA)             | 同            |
| 17   | グレテ・トレイエル エストニア (EST)                 | 同            |
| 18   | リンダ・ウィルムセン ニュージーランド (NZL)         | 同            |
| 19   | エミリア・ファーリン スウェーデン (SWE)             | 同            |
| 20   | ピア・サンドステット フィンランド (FIN)             | 同            |
| 21   | クリスティーヌ・マジェリュス ルクセンブルク (LUX)   | 同            |
| 22   | ポロナ・バタゲリ スロベニア (SLO)                   | 同            |
| 23   | クレミルダ・フェルナンデス ブラジル (BRA)           | 同            |
| 24   | エヴェリン・スティーヴンス アメリカ合衆国 (USA)     | 同            |
| 25   | タティアナ・アントシナ ロシア (RUS)                 | 同            |
| 26   | エベリン・ガルシア エルサルバドル (ESA)             | 同            |
| 27   | デニス・ラムスデン カナダ (CAN)                     | 同            |
| 28   | ジョアンナ・ファン・デ・ウィンケル 南アフリカ (RSA) | 同            |
| 29   | マーイク・ポルスプル ベルギー (BEL)                 | +32秒         |
| 30   | タティアナ・グデルツォ イタリア (ITA)               | 同            |
| 31   | ニコール・クック イギリス (GBR)                     | 同            |
| 32   | クララ・ヒューズ カナダ (CAN)                       | 同            |
| 33   | トリクシー・ヴォラク ドイツ (GER)                   | +35秒         |
| 34   | ノエミ・カンテーレ イタリア (ITA)                   | 同            |
| 35   | クリスティン・アームストロング アメリカ合衆国 (USA) | +47秒         |
| 36   | アンバー・ネーベン アメリカ合衆国 (USA)             | +51秒         |
| 37   | ユーディト・アルント ドイツ (GER)                   | +59秒         |
| 38   | ラリサ・パンコヴァ ロシア (RUS)                     | +1分53秒      |
| 39   | シャラ・ギロウ オーストラリア (AUS)                 | +1分53秒      |
| 40   | エマ・プーリー イギリス (GBR)                       | +1分57秒      |

|     | 選手名                                      |
| --- | ------------------------------------------- |
| HD  | イングリッド・ドレクセル メキシコ (MEX)     |
| HD  | ルルス・フネウェイク オランダ (NED)         |
| HD  | シャルロッテ・ベッカー ドイツ (GER)         |
| HD  | 劉馨 中国 (CHN)                             |
| HD  | モニカ・バッカイッレ イタリア (ITA)         |
| HD  | フェルナンダ・ダ・シルヴァ ブラジル (BRA)   |
| HD  | エレオノラ・ファン・ダイク オランダ (NED)   |
| HD  | ルーシー・マーティン イギリス (GBR)         |
| HD  | 蕭美玉 チャイニーズタイペイ (TPE)           |
| HD  | アロナ・アンドリュク ウクライナ (UKR)       |
| HD  | オドレイ・コルドン フランス (FRA)           |
| HD  | リュディヴィーヌ・ヘンリオン ベルギー (BEL) |
| HD  | ロビン・デ・フロート 南アフリカ (RSA)       |
| HD  | アマンダ・スプラット オーストラリア (AUS)   |
| HD  | クロエ・ホスキング オーストラリア (AUS)     |
| HD  | ユマリ・ゴンサレス キューバ (CUB)           |
| HD  | エミリー・モベルグ ノルウェー (NOR)         |
| HD  | イザベル・ソデルベリ スウェーデン (SWE)     |
| HD  | 黄蘊瑤 香港 (HKG)                           |
| DNF | 萩原麻由子 日本 (JPN)                       |
| DNF | ダニエリス・ガルシア ベネズエラ (VEN)       |
| DNF | パオラ・ムニョス チリ (CHI)                 |
| DNF | オレリー・アルブワシュス モーリシャス (MRI) |
| DNF | エレナ・チャリク アゼルバイジャン (AZE)     |
| DNF | ジュタティップ・マネーファン タイ (THA)     |
| DNF | ジャニルデス・フェルナンデス ブラジル (BRA) |